# Lamet
Los lamet constituyen un grupo étnico de unos 6.000 individuos que viven en las montañas del norte de Laos. Su lengua, que pertenece a la familia mon-jemer, está estrechamente emparentada con la de los jmu. Los lamet, como la mayoría de los pueblos de las montañas, profesan las religiones tradicionales.
Practican una agricultura itinerante de roza y quema basada en el arroz. Los lamet han desarrollado pocas artesanías y dependen del comercio con sus vecinos para obtener herramientas y adornos.
- Datos: Q4253556